# Мітреум

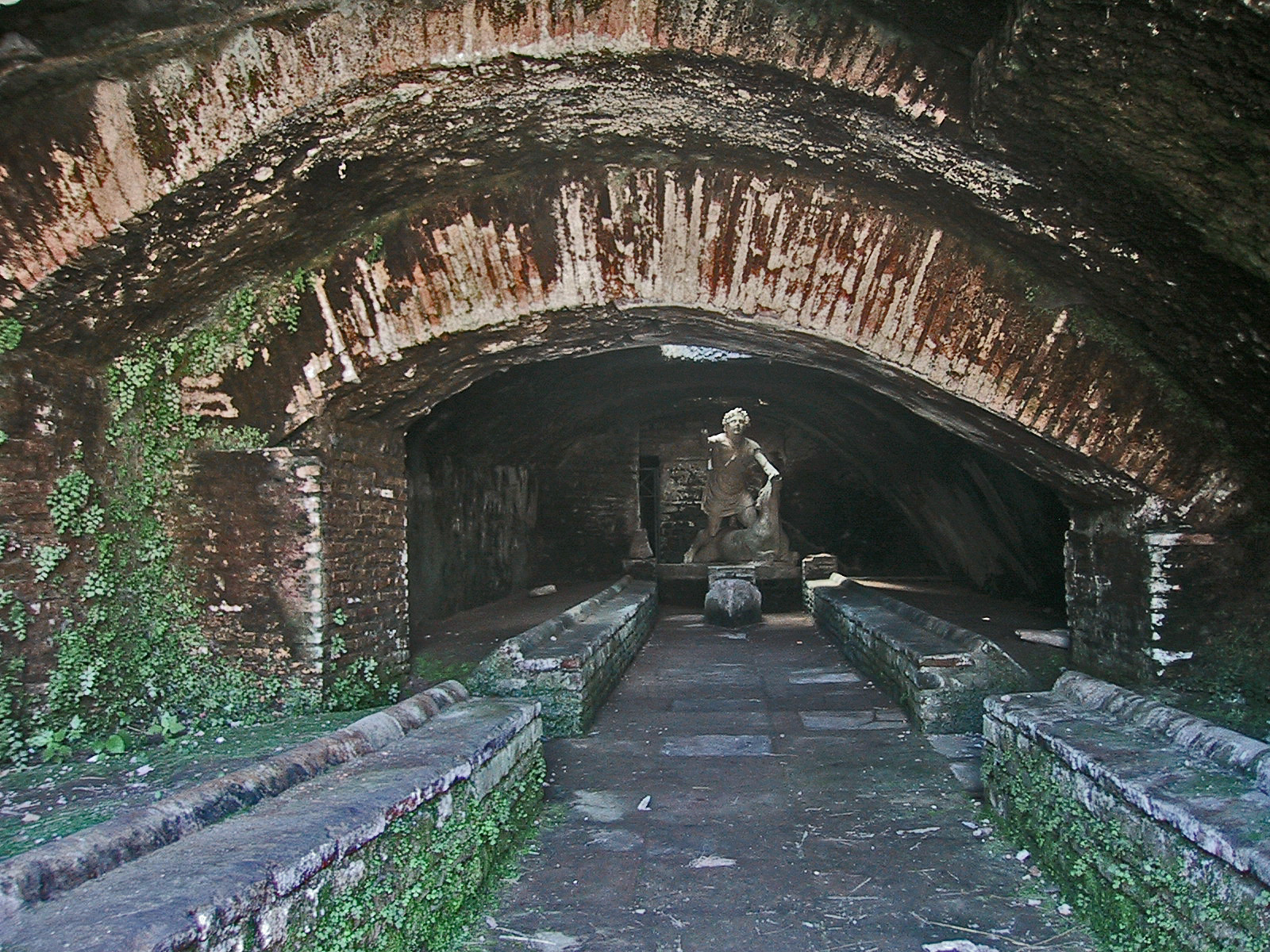
Мітреум в Остії

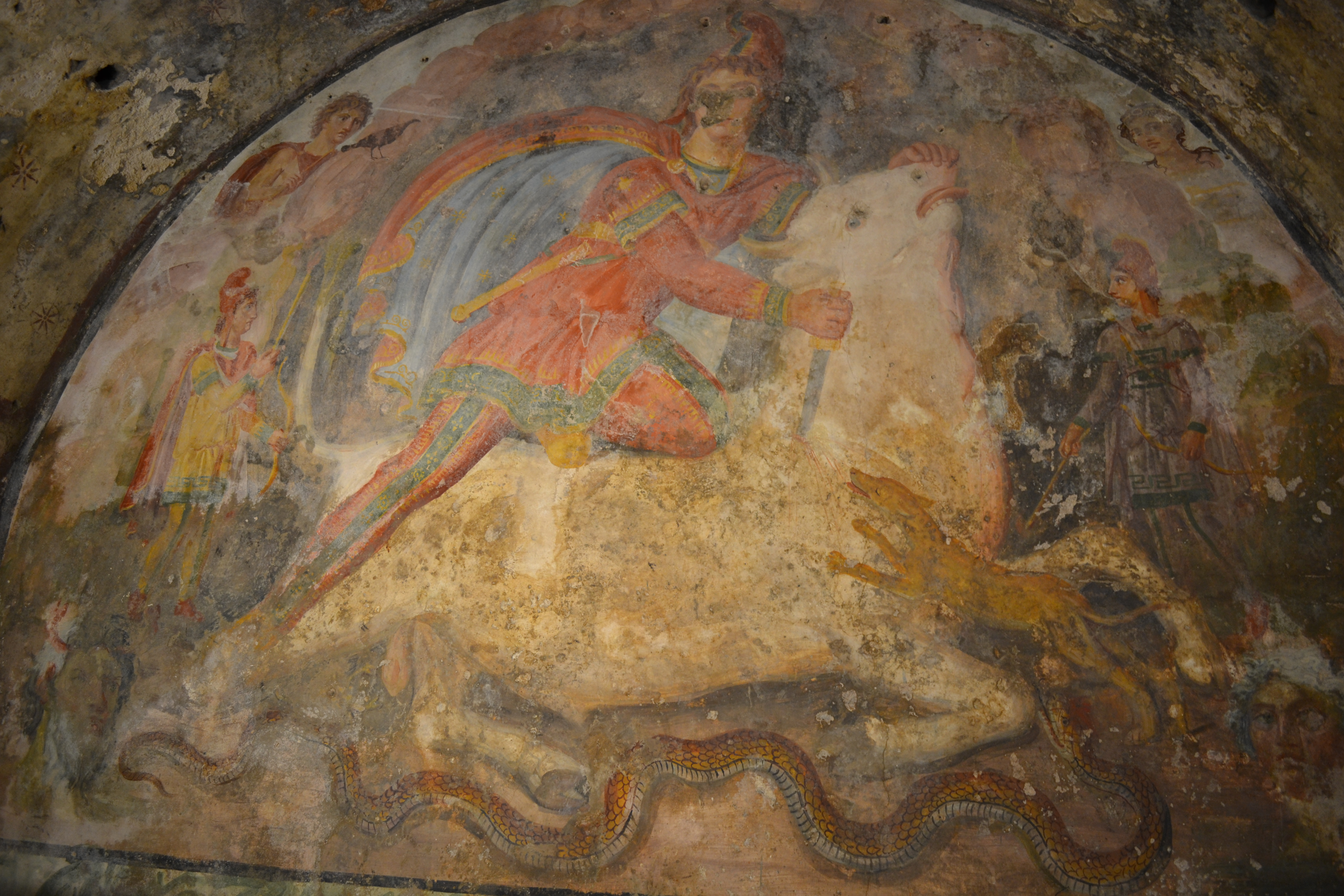
Фреска, що зображає бій Мітри з биком (Тавроктонія), Санта-Марія-Капуа-Ветере, II століття

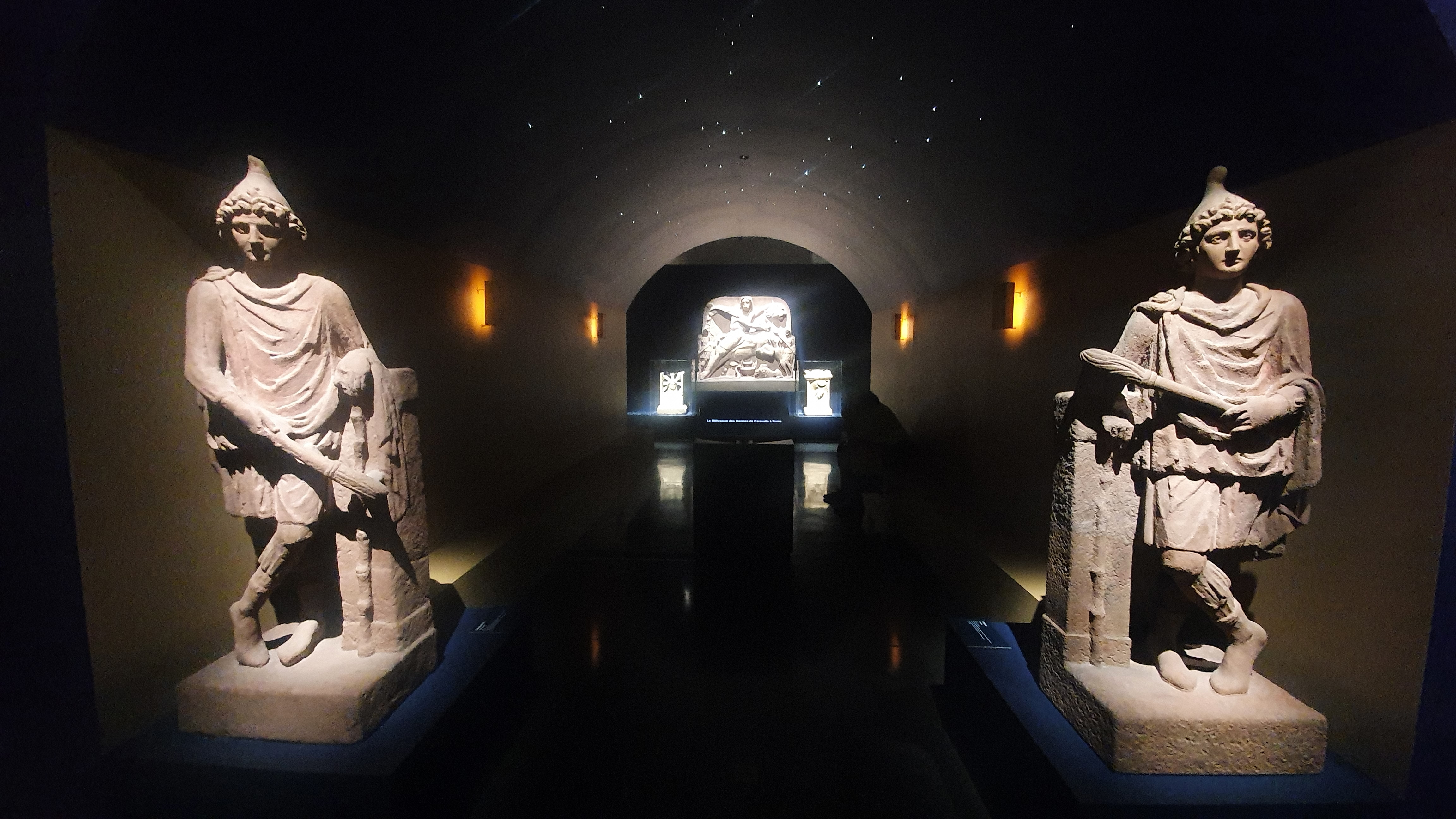
Кавт і Кавтопат — у мітраїзмі два супутники Мітри зі смолоскипами, які супроводжують його під час тавроктонії

Мітреум (лат. mithraeum) — храм культу Мітри.

## Опис
Мітреум був прямокутним приміщенням зі склепінчастою стелею під землею (в містах — найчастіше в підвалах будинків) або в скелі, у якому поміщалося від 10 до 20 осіб (найбільший відомий мітреум вміщував до 80 осіб). У III столітті в Римі знаходилося близько 800 храмів Мітри.
У західній частині храму розташовувався вхід, в центрі або біля стіни розміщувалася апсида, а в ній вівтар, прикрашений рельєфом із зображенням Мітри, що пронизує кинджалом бика (тавроктонія). Стіни й стеля храму також часто були розписані.
Зі зміцненням християнства як державної релігії в IV столітті велике число храмів Мітри було зруйновано, інші були закинуті та прийшли в занепад. На руїнах деяких храмів (Санта-Пріска, Рим) були зведені християнські церкви. У Римі найбільший мітреум знаходиться нині під церквою Сан-Клементе, неподалік від Колізею.

## Список значущих розкопок
- Храм Мітри в Лондоні.

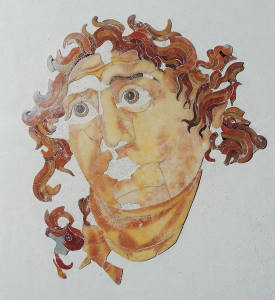
Голова Геліоса з мітреума під Санта Пріска, Національний музей

- Мітреум в термах Мітри (Остія Антика, Італія).
- Печера Мітри в Саарбрюкен, Німеччина.
- Мітреум в Дура-Европос.
- Храм Мітри на Корсиці поруч з аеропортом Бастія-Поретта[1].
- Мітреум у Фертьоракош, Угорщина.

В Римі:
- Мітреум під Палаццо Барберіні.
- Мітреум під церквами Санта Пріска, Санто Стефано Ротондо, Сан Клементе.
- Біля великого цирку
- Біля терм Каракалли

## У комп'ютерних іграх
- Sherlock Holmes: Crimes & Punishments (2014).
- Pentiment (2022).